# Валь-де-Гальїнера
Валь-де-Гальїнера, Ла-Валь-де-Гальїнера (ісп. Vall de Gallinera (офіційна назва), валенс. La Vall de Gallinera) — муніципалітет в Іспанії, у складі автономної спільноти Валенсія, у провінції Аліканте. Населення — 662 особи (2010).

## Географія
Муніципалітет розташований на відстані близько 350 км на південний схід від Мадрида, 60 км на північний схід від Аліканте.
На території муніципалітету розташовані такі населені пункти: (дані про населення за 2010 рік)
- Беніалі: 161 особа
- Беніррама: 70 осіб
- Бенісілі: 42 особи
- Бенісіва: 85 осіб
- Бенітая: 57 осіб
- Ла-Карроджа: 19 осіб
- Льйомбай: 3 особи
- Алпатро: 225 осіб

## Демографія
Динаміка населення (INE ):

## Галерея зображень

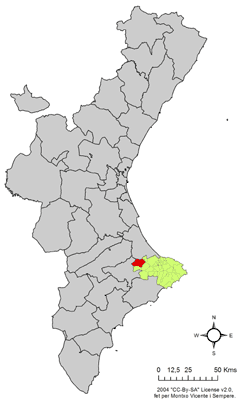
Розташування муніципалітету Валь-де-Гальїнера у автономній спільноті Валенсія
Розташування муніципалітету Валь-де-Гальїнера у комарці Маріна-Альта
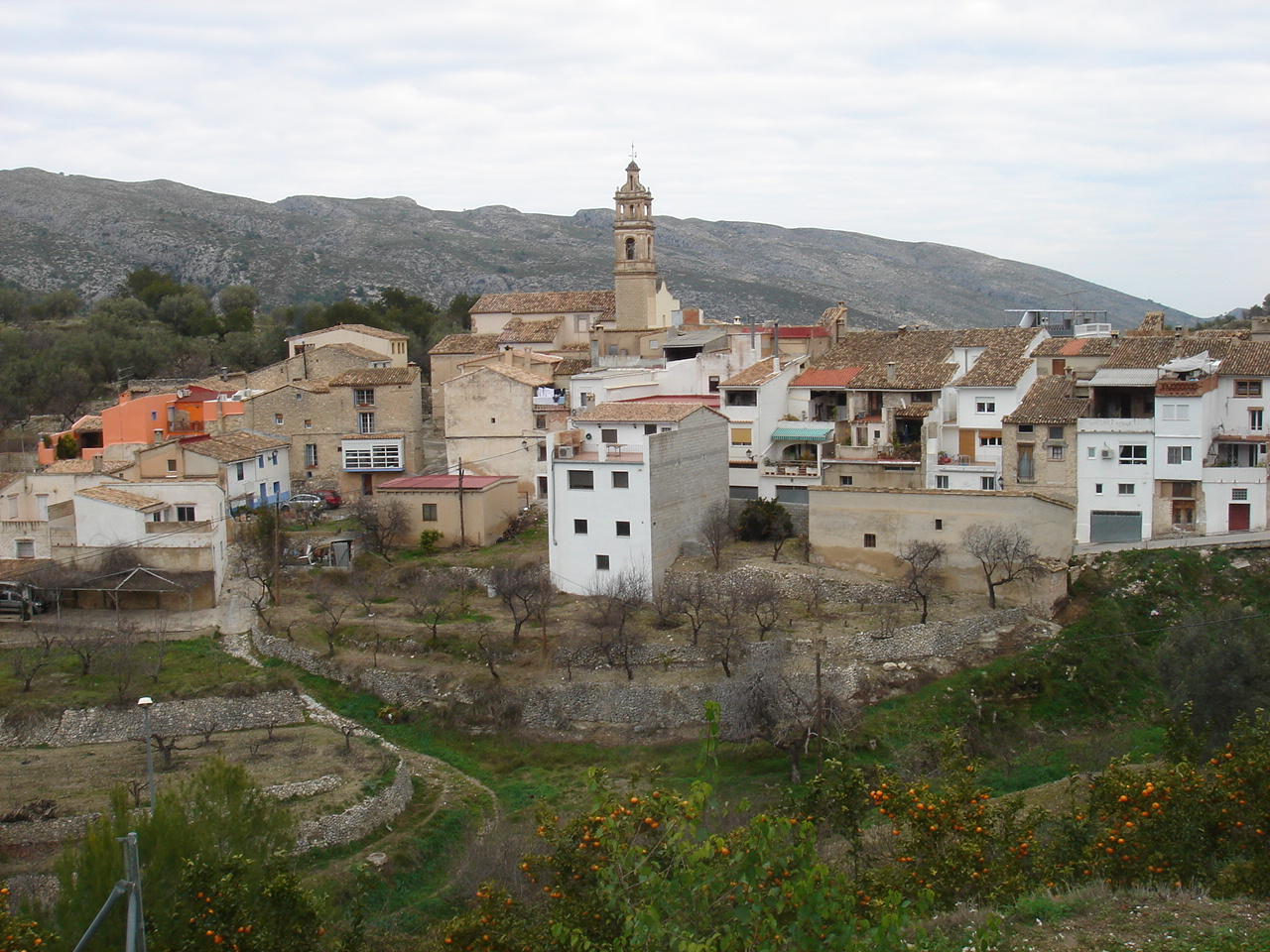
Поселення Бенісіва, Валь-де-Гальїнера